# Madalyn Godby
Madalyn Godby (5 september 1992) is een Amerikaans baanwielrenster. Ze won in 2017 de samen met Mandy Marquardt de teamsprint op de Pan-Amerikaanse kampioenschappen baanwielrennen.

## Doping
In 2013 behaalde Godby een derde plaats op de 500 meter tijdrit tijden de Pan-Amerikaanse kampioenschappen in Mexico-Stad. Na deze wedstrijd testte ze positief op Clenbuterol. Het behaalde resultaat op dit onderdeel werd geschrapt maar ze ontving verder geen straf.

## Palmares
| Jaar  | AK                            | PK                  | WK    | Overig            |
| Elite | Elite                         | Elite               | Elite | Elite             |
| ----- | ----------------------------- | ------------------- | ----- | ----------------- |
| 2011  | teamsprint, sprint            |                     |       |                   |
| 2012  | teamsprint, sprint            |                     |       |                   |
| 2013  | 500m tijdrit                  |                     |       |                   |
| 2014  |                               |                     |       |                   |
| 2015  | sprint, 500m tijdrit · keirin |                     |       |                   |
| 2016  | sprint                        | teamsprint          |       |                   |
| 2017  | sprint, teamsprint            | teamsprint · sprint |       |                   |
| 2018  | sprint, keirin · teamsprint   | teamsprint          |       | WB Milton: keirin |
| 2019  | teamsprint, sprint · keirin   |                     |       |                   |
| 2020  |                               |                     |       |                   |